# Greibachové normální forma
Greibachové normální forma (GNF) je tvar formální gramatiky, ve které mají všechny odvozující pravidla tvar:
{\displaystyle A\to \alpha X}
nebo
{\displaystyle S\to \epsilon ,}
kde A je neterminál, α je terminál, S je výchozí neterminální symbol, X je (případně prázdná) posloupnost neterminálních symbolů (ve které se nevyskytuje S, pokud gramatika obsahuje pravidlo {\displaystyle S\to \epsilon ,}
) a ɛ je prázdný řetězec.
Gramatika v Greibachové normální formě postrádá levou rekurzi. Každá bezkontextová gramatika může být transformována do Greibachové normální formy. Forma je pojmenovaná podle její autorky Sheily Greibachové.